# Амвросий (Матвеев)
Амвро́сий (Матве́ев) (1880, Осташковский уезд Тверской губернии — 24 июня (7 июля) 1915) — иеромонах Православной Российской Церкви, полковой священник, герой Первой мировой войны.

## Биография

### Семья, образование
Родился в 1880 году в семье крестьянина Осташковского уезда Тверской губернии. Образование получил в сельской школе, по окончании которой работал кузнецом.

### Военная служба и священническое служение
В 1903 году был призван на военную службу рядовым в Заамурский округ Отдельного корпуса пограничной стражи. Принимал участие в русско-японской войне. После увольнения в запас был принят послушником в Нило-Столбенскую пустынь, а затем был пострижен в монахи.
В начале Первой мировой войны был рукоположён во иеромонаха. 17 (30) декабря 1914 года прикомандирован «для исполнения пастырских обязанностей» в лейб-гвардии 1-й стрелковый его величества полк, а 30 апреля (13 мая) 1915 года переведён в 3-й гренадерский Перновский полк.

### Подвиг
В июне 1915 года 3-й гренадерский Перновский полк находился в армейском резерве, но неожиданно был вызван в район реки В. (?) для поддержки соседнего корпуса. Сразу после долгого перехода 24 июня (7 июля) полк вступил в бой, в середине которого германские войска усилили артиллерийский обстрел. Под этим ударом утомлённые перновцы стали отходить. В этот момент отец Амвросий, держа в руке крест, обратился к солдатам с пастырским словом, увлекая их за собой в контратаку. Воодушевлённые призывом гренадеры «ударили в штыки» и окончательно опрокинули противника, нанеся ему урон. Сам священник погиб.

## Награды
Посмертно был награждён:
- 2 (15) июля 1915 года — наперсным крестом на Георгиевской ленте
- 2 (15) июля 1915 года — орденом святого Владимира 4-й степени с мечами.
- 13 (26) сентября 1916 года — приказом протопресвитера военного и морского духовенства орденом святого Георгия 4-й степени.